# Stephanie Maxwell-Pierson
Stephanie Maxwell-Pierson, född den 4 januari 1964 i Somerville, New Jersey, är en amerikansk roddare.
Hon tog OS-brons i tvåa utan styrman i samband med de olympiska roddtävlingarna 1992 i Barcelona.